# L'Idole des jeunes (album)
Pour les articles homonymes, voir L'Idole des jeunes.
Albums de Johnny Hallyday
Madison Twist (33 tours 25cm)
(1962) Da dou ron ron (33 tours 25cm)
(1963)
L’Idole des jeunes est le septième 33 tours 25 cm de Johnny Hallyday, le quatrième chez Philips ; il sort le 9 avril 1963.

## Autour du disque
Références originales : 33 tours 25 cm Philips B76571R.

## Titres
| 1. | Tes tendres années (Tender Years)                  | Ralph Bernet (adaptation)                       | Darrell Edwards                 | 2:24 |
| 2. | Tout bas, tout bas, tout bas (Apron Strings)       | Georges Garvarentz, Claude Nicolas (adaptation) | George Weiss, Aaron Schroeder   | 2:43 |
| 3. | L'Idole des jeunes (Teenage Idol)                  | Ralph Bernet (adaptation)                       | Jack Lewis                      | 2:28 |
| 4. | C’est le Mashed Potatoes (Little Bitty Pretty One) | Jil et Jan (adaptation)                         | R. Byrd                         | 2:10 |
| 5. | Elle est terrible (Somethin' Else)                 | Jil et Jan (adaptation)                         | Bob Cochran, Sharon Sheeley     | 1:58 |
| 6. | Poupée brisée                                      | Georges Aber                                    | Eddie Vartan, Eddie Francis     | 2:14 |
| 7. | Comme l’été dernier (Dancin' Party)                | Gisèle Vesta                                    | Karl Mann, Dave Appell          | 1:56 |
| 8. | Mashed Potatoe Time (Mashed Potato Time (en))      | Guy Bertret, Roger Desbois (adaptation)         | John Sheldon, Bernard Lowenthal | 2:25 |

## Classements hebdomadaires
| Classement (2003) | Meilleure position |
| ----------------- | ------------------ |
| France (SNEP)     | 48                 |

| Classement (2017-19)         | Meilleure position |
| ---------------------------- | ------------------ |
| Belgique (Wallonie Ultratop) | 171                |
| France (SNEP)                | 108                |